# Enneüs Heerma
Enneüs Heerma (ur. 23 grudnia 1944 w Rijperkerku, zm. 1 marca 1999 w Amsterdamie) – holenderski polityk i samorządowiec, parlamentarzysta krajowy, w latach 1994–1997 lider Apelu Chrześcijańsko-Demokratycznego (CDA).

## Życiorys
W latach 1963–1970 studiował politologię na Vrije Universiteit Amsterdam. W latach 1971–1978 pracował w branży doradczej. Od 1967 należał do Partii Antyrewolucyjnej, z którą w 1980 dołączył do Apelu Chrześcijańsko-Demokratycznego. Od 1971 do 1986 zasiadał w radzie miejskiej Amsterdamu. W latach 1978–1986 był członkiem zarządu miasta odpowiedzialnym m.in. za sprawy gospodarcze, od 1982 pełnił dodatkowo funkcję zastępcy burmistrza.
W lipcu 1986 dołączył do holenderskiego rządu jako sekretarz stanu ds. handlu zagranicznego, w październiku tegoż roku przeszedł na stanowisko sekretarza stanu ds. mieszkalnictwa, sprawując ten urząd do sierpnia 1994. W 1989 i 1994 wybierany z ramienia CDA na deputowanego do Tweede Kamer. W sierpniu 1994 został przewodniczącym frakcji poselskiej i jednocześnie liderem politycznym swojego ugrupowania.
W marcu 1997 ustąpił z funkcji partyjnych, a w następnym miesiącu zrezygnował z zasiadania w parlamencie. Miał w tym samym roku objąć stanowisko burmistrza Hilversum. Przeszkodziła temu zdiagnozowana wówczas u niego choroba nowotworowa, na skutek której zmarł w 1999.
Miał dwóch synów (w tym polityka Pietera Heermę) i córkę. Jego imieniem nazwano otwarty w 2001 most w Amsterdamie.

## Odznaczenia
- Komandor Orderu Oranje-Nassau (Holandia, 1994)[1]